# Mini Mansions (album)
Mini Mansions è il primo ed eponimo album in studio del gruppo musicale statunitense Mini Mansions, pubblicato nel 2010.

## Tracce
1. Vignette #1 – 1:27
2. The Room Outside – 4:20
3. Crime of the Season – 4:44
4. Monk – 4:03
5. Wunderbars – 3:03
6. Seven Sons – 3:06
7. Vignette #2 – 2:16
8. Kiddie Hypnogogia – 2:56
9. Majik Marker – 4:04
10. Girls – 3:24
11. Vignette #3 – 2:00
12. Thriller Escapade – 4:29